# 左岸区
左岸区（越南语：／），又称红河左岸区（越南语：／），是越南民主共和国初期的区级政区之一，今属海防市、海阳省、兴安省和太平省。

## 地理
左岸区位于红河北岸，北接越北联区广安省、北江省和北宁省，西接第三联区河东省和河南省，南接南定省，东临北部湾。

## 历史
1952年5月，越南民主共和国政府从第三联区划出位于红河左岸的海防市、建安省、兴安省、海阳省和太平省，析设左岸区，成立左岸区抗战行政委员会。
1953年2月，建安省水源县划归越北联区广安省管辖。
1955年2月22日，越南政府将左岸区重新并入第三联区，并将海防市升格为中央直辖市，由中央政府直接管辖。同时将广安省至灵县、荆门县和南策县划归海阳省。但左岸区并入第三联区一事不久后暂缓执行。
1955年9月26日，建安省海安县划归海防市管辖。
1956年2月11日，鸿广区水源县划归建安省管辖。
1958年11月24日，胡志明签署敕令，自12月1日起撤销左岸区，各省由中央政府直接管辖。

## 行政区划
1958年11月，左岸区下辖建安省、海阳省、兴安省和太平省4省。